# C.G.V.

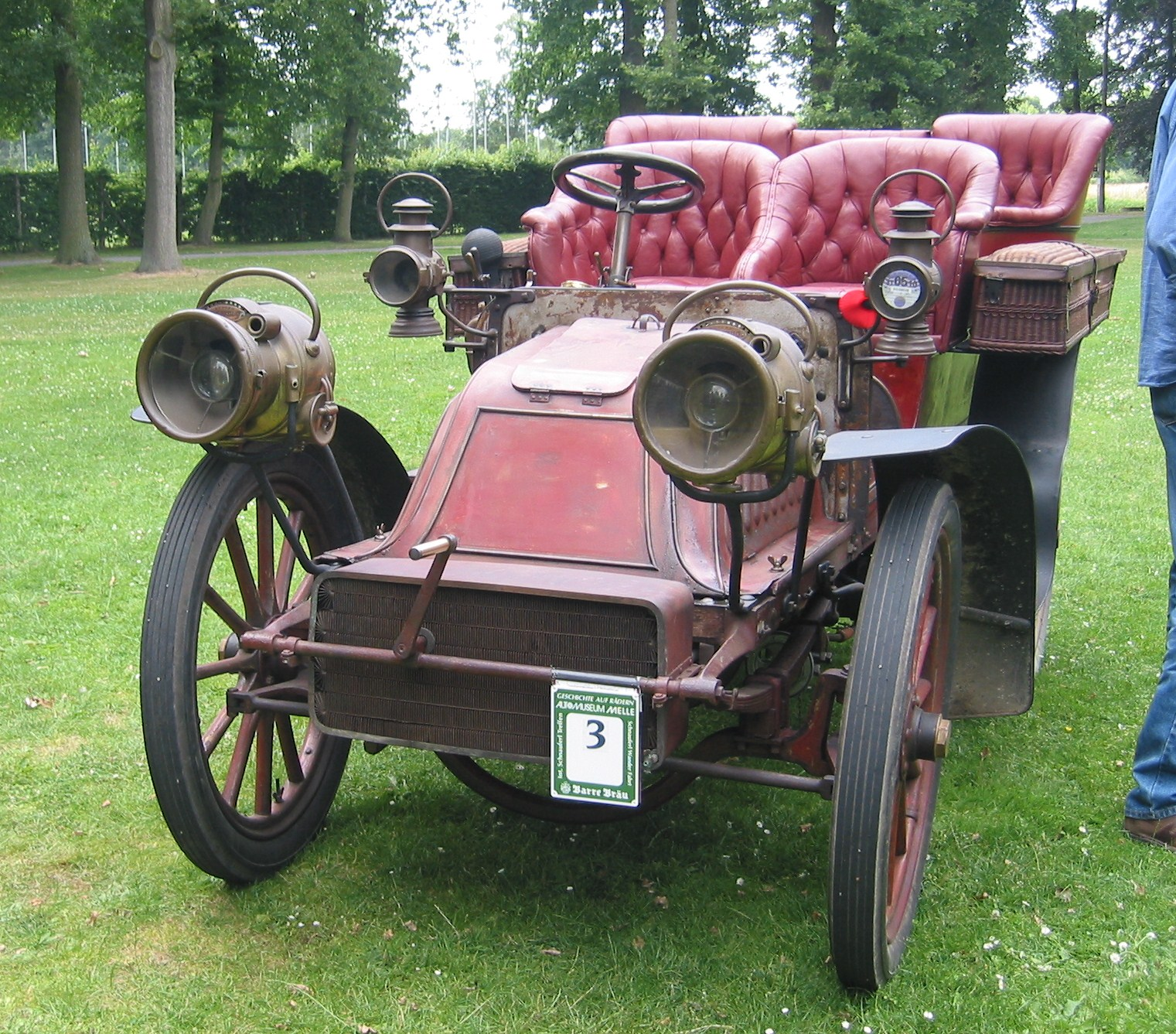
C.G.V. 15 CV Tonneau; Vierzylinder von 1902

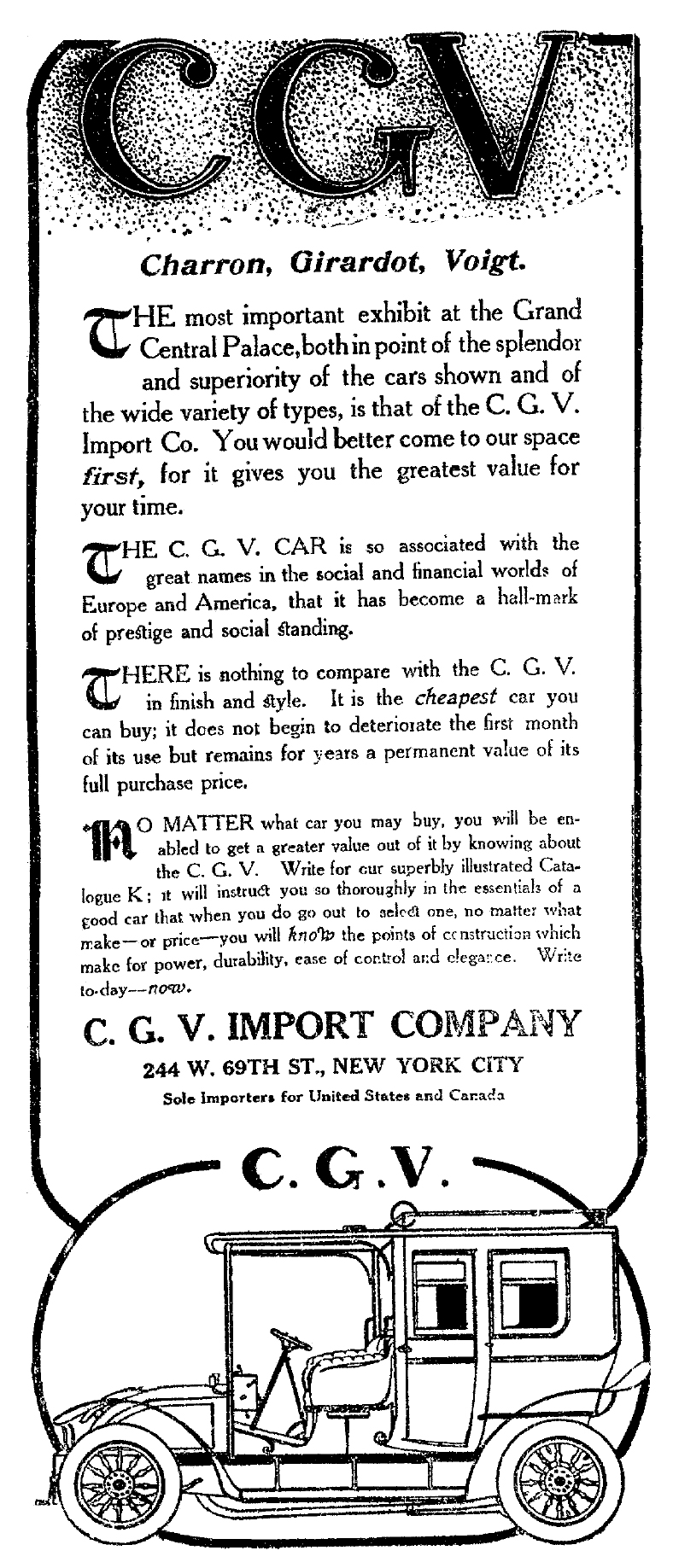
Anzeige des US-Importeurs für C.G.V.Automobile (1906)

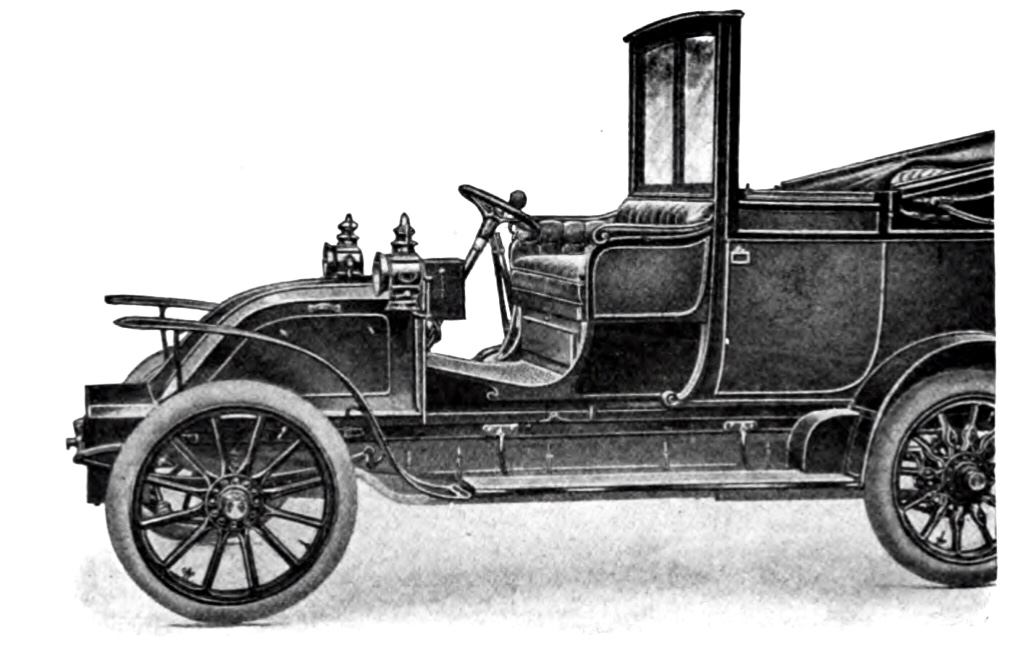
C.G.V. Landaulet

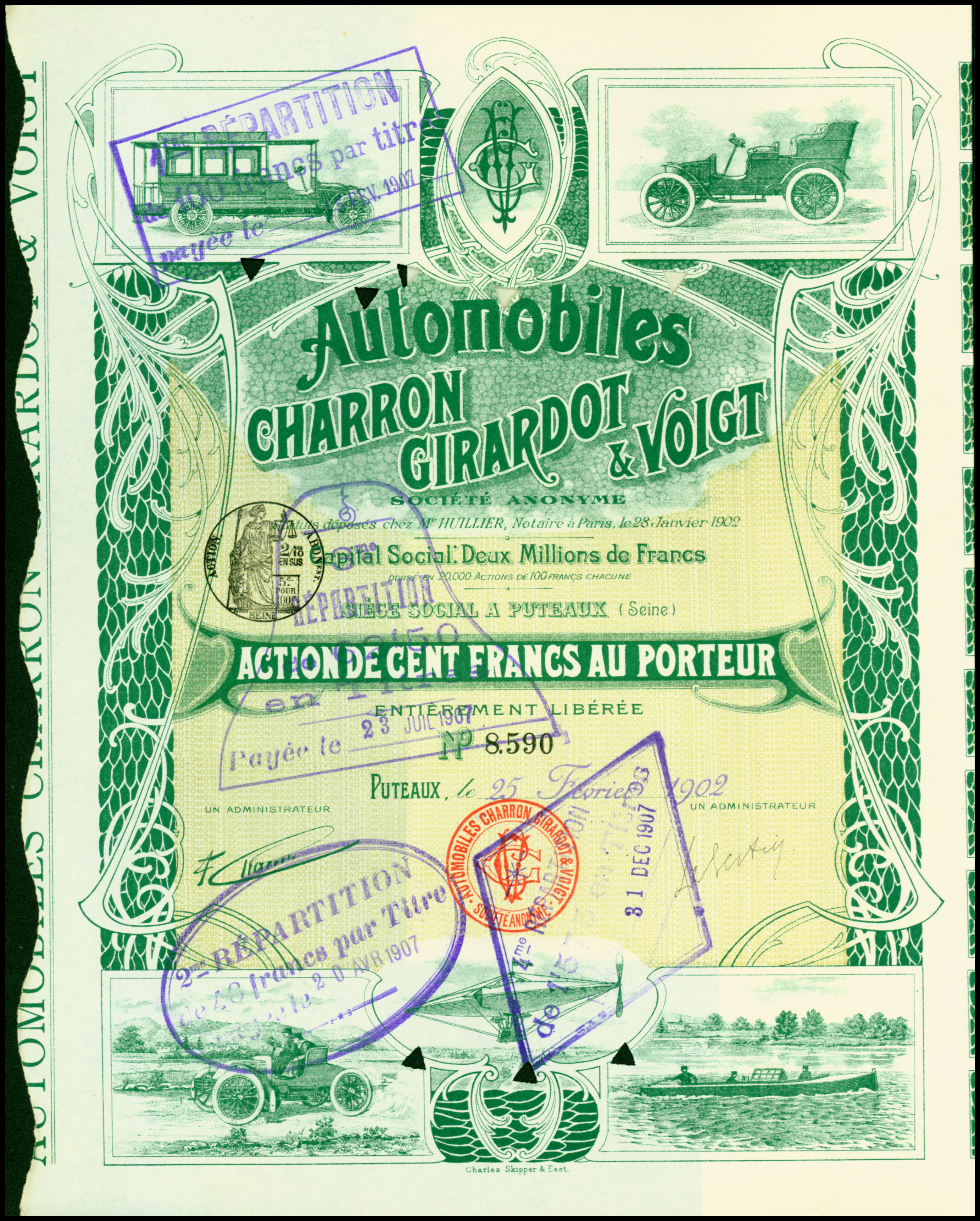
Aktie über 100 Francs der Automobiles Charron, Girardot & Voigt SA vom 25. Februar 1902

C.G.V. war die Marke des französischen Herstellers von Automobilen Automobiles Charron, Girardot & Voigt SA aus Puteaux, der zwischen 1901 und 1906 tätig war. 1906 entstand daraus die Automobiles Charron.
Fernand Charron, Léonce Girardot und Émile Voigt, die alle drei auf eine Karriere als Rad- und Autorennfahrer für die Marke Panhard & Levassor zurückblicken konnten, begannen ihre Tätigkeit als Autokonstrukteure 1901 mit einem Vierzylinder-Modell mit 3300 cm³ Hubraum und Kettenantrieb – eine Konstruktion, die große Ähnlichkeit hatte mit jenen ihres früheren Arbeitgebers.

## Modelle
| Modell | Bauzeitraum | Zylinder | Hubraum  | Bohrung | Hub    | Radstand | Spurweite |
| ------ | ----------- | -------- | -------- | ------- | ------ | -------- | --------- |
| 14 hp  | 1906–       | 4 Reihe  | 2835 cm³ | 95 mm   | 100 mm | 2743 mm  | 1321 mm   |
| 20 hp  | 1906–       | 4 Reihe  | 4084 cm³ | 100 mm  | 130 mm | 2794 mm  | 1321 mm   |
| 30 hp  | 1906–1911   | 4 Reihe  | 6786 cm³ | 120 mm  | 150 mm | 2794 mm  | 1321 mm   |
| 50 hp  | 1906–1911   | 4 Reihe  | 9852 cm³ | 140 mm  | 160 mm | 2794 mm  | 1321 mm   |

## Rennen
Weil alle drei Firmengründer auf eine aktive Rennfahrerkarriere zurückblicken konnten, war es naheliegend, auch sportliche Fahrzeuge zu bauen und an Rennen teilzunehmen. Bereits 1902 nahm Girardot mit einem 9,9-Liter-C.G.V.-Rennwagen an der Coupe Gordon Bennett teil, musste aber vorzeitig aufgeben. Im gleichen Jahr konstruierte C.G.V. den ersten Achtzylinder-Reihenmotor für ein Automobil überhaupt. Der Rennmotor für die Saison 1903 hatte einen Hubraum von 7,2 Litern und T-Kopf-Ventilsteuerung. Der Rennwagen wurde ohne Schaltgetriebe konstruiert. Nach einem Unfall, den Girardot bei der Vorbereitung zur Coupe Gordon Bennett 1905 erlitt, zog sich die Marke von Automobilrennen zurück.

## American C.G.V.
Hinter der Generalvertretung der Marke für die USA und Kanada stand die Smith & Mabley Company in New York, die Modelle verschiedener europäischer Marken in den USA verkaufte. Smith & Mabley Manufacturing Company baute von 1902 bis 1903 Fahrzeuge als „American CGV“ in Lizenz, um die hohen Importzölle zu umgehen.
Zwischen 1902 und 1906 arbeitete C.G.V. auch an gepanzerten Fahrzeugen, die ein Maschinengewehr trugen. Diese wurden unter dem Namen C.G.V. Automitrailleuse bekannt.
C.G.V.-Automobile waren bis 1906 mit Kettenantrieb ausgestattet. In diesem Jahr brachte das Unternehmen mit dem 14/18 CV ein erstes, kleineres Modell mit Kardanantrieb auf den Markt. Das größte Modell in diesem Jahr war der 75/90 CV mit einem großen Vierzylindermotor von 12,9 Litern Hubraum und Kettenantrieb.

## Britisches Konsortium übernimmt
1906 schied Girardot aus der Firma aus und leitete den kleinen Autobauer G.E.M. Charron gründete 1912 Alda. Eine britische Investorengruppe übernahm 1906 C.G.V und nannte die Firma 1907 um in Automobiles Charron Limited. Unter dieser Bezeichnung wurden bis 1930 Automobile produziert.

## Schaufelnase
Wie etliche andere Fahrzeuge dieser Zeit, zum Beispiel Renault, Charron oder Clément-Bayard, hatten auch die C.G.V.-Automobile eine nach vorne abfallende Motorhaube, im Volksmund Schaufelnase genannt. Anders als bei diesen war der Wasserkühler aber nicht hinter dem Motor angebracht, sondern saß ganz vorne am Fahrzeug im Chassis. Daher musste die Anlasserkurbel durch den Kühler geführt werden.

## Produktionszahlen
1902 entstanden 76 Fahrzeuge. Im folgenden Jahr stieg die Zahl auf 196 Exemplare. 1905 fertigte das Unternehmen 265 Fahrzeuge.